# 格伦·斯科菲尔德

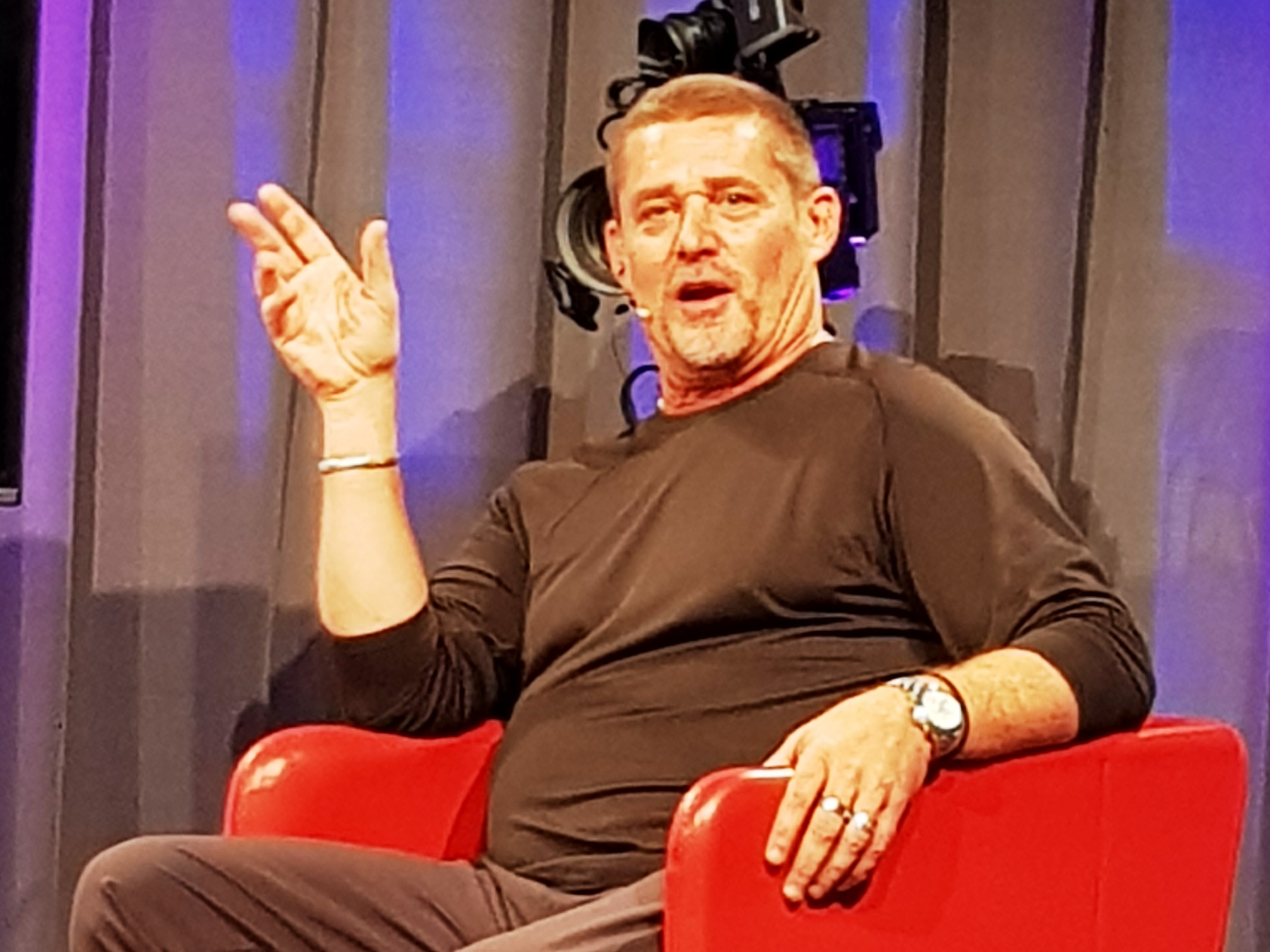
2017年在巴黎的格伦

格伦·A·斯科菲尔德（英語：Glen A. Schofield）是Sledgehammer Games的联合创始人兼总经理。他曾任EA维瑟罗游戏的副总裁兼总经理，还是第三人称射击游戏《死亡空间》的创作者和执行制作人。斯科菲尔德受过美术训练，开发了50多部游戏，题材从儿童到动作不等，这些游戏总收入超过30亿美元。